# Perowskit-Supergruppe

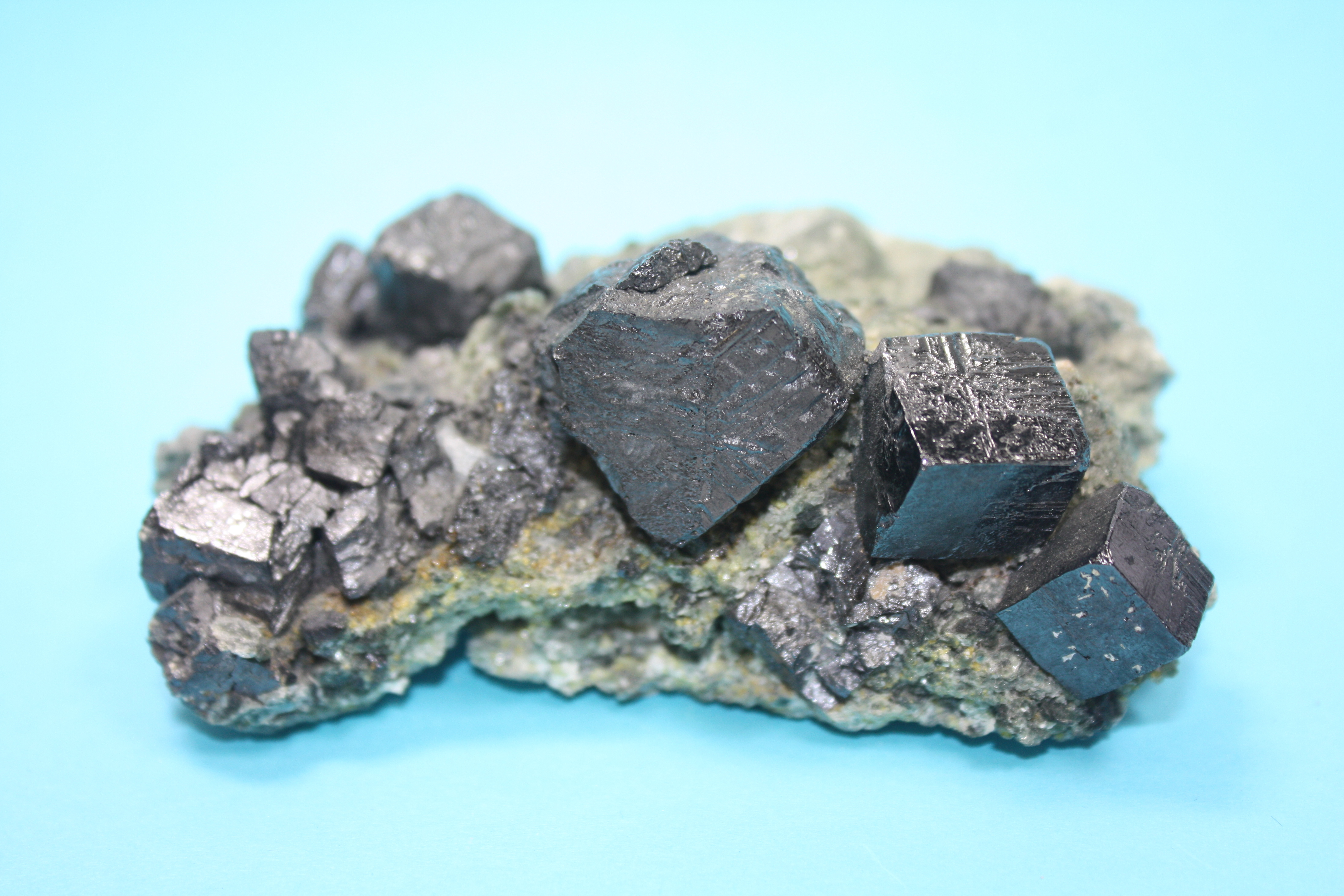
Perowskit auf Schiefer aus Klinochlor, Calcit, Titanit, Achmatowsche Grube, Distrikt Slatoust, Nasinskaja Gora, Ural, UdSSR

Die Perowskit-Supergruppe, auch Perowskitobergruppe bzw. Perowskit-Obergruppe oder kurz Perowskite, umfasst Minerale des chemischen Verbindungstyps ABX3 sowie Verbindungen, die sich von diesen Typ ableiten lassen und die in der Perowskitstruktur kristallisiert sind.

## Kristallstruktur
Die Kristallstruktur der Perowskite ist eine der wichtigsten Strukturtypen in der technischen Mineralogie. Nach dem Hauptmineral der Perowskitgruppe wird dieser Strukturtyp Perowskitstruktur genannt. Die  Strukturberichte führen ihn unter der Bezeichnung E21 und das Pearson-Symbol ist cP5.

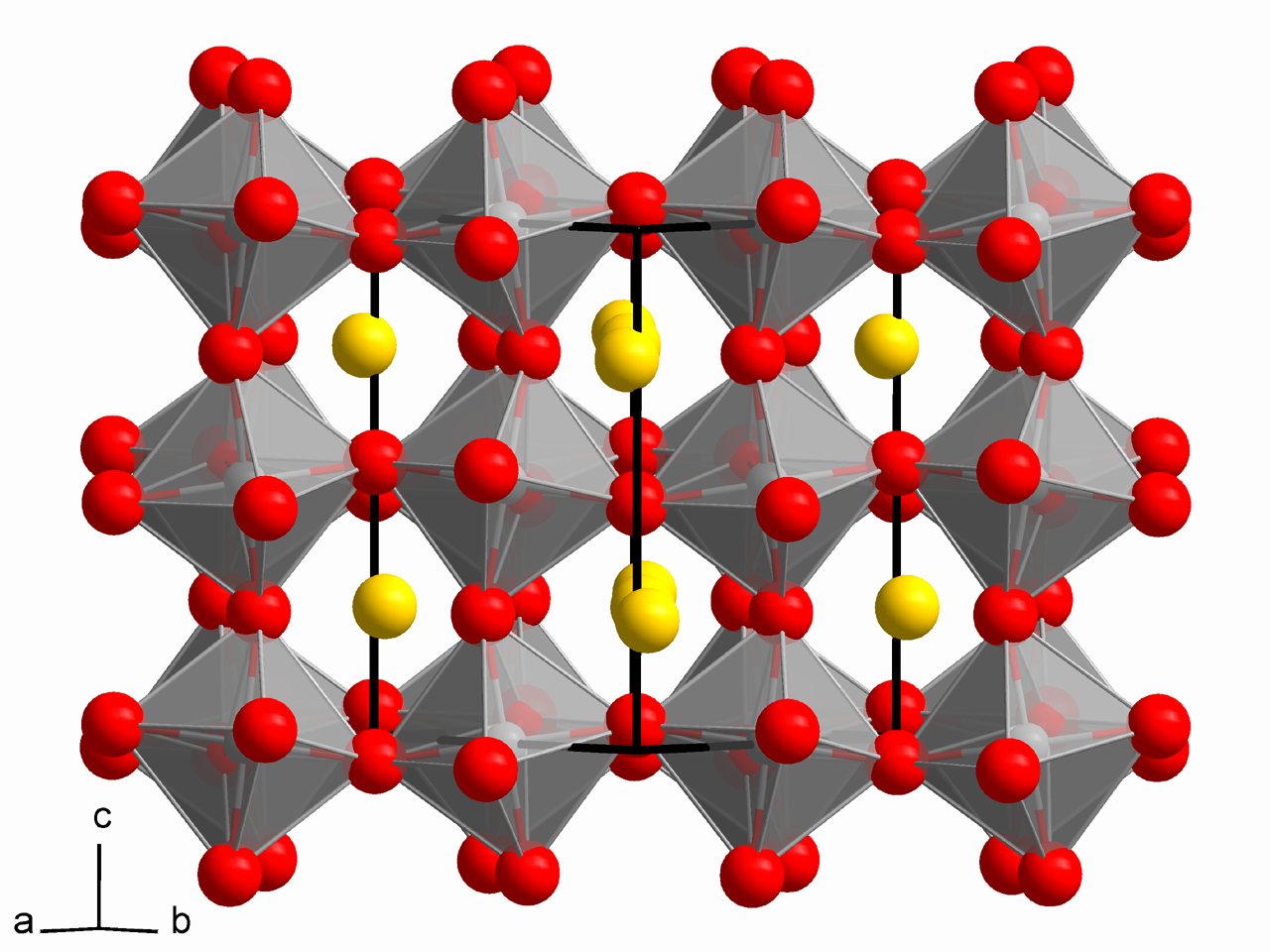
Kristallstruktur von Perowskit
1. FFD900 Ca^{2+} #797979 Ti^{4+} #FF0000 O^{2−}

Die Grundstruktur der Prowskite mit der höchsten Symmetrie (Aristotyp) ist kubisch in der Raumgruppe Pm3m (Raumgruppen-Nr. 221). Die Anionen bilden keine dichteste Kugelpackung, die Struktur lässt sich aber als kubisch dichteste Packung von Anionen beschreiben, in der periodisch ein Anion durch ein großes Kation (A in der Formel des Verbindungs-Typs) ersetzt ist. Von den 32 Oktaederlücken der kubisch dichtesten Kugelpackung sind 1/4, diejenigen, die nur von Anionen umgeben sind, von den B-Kationen besetzt.
Die Anionen liegen auf der allgemeinen Punktlage 3d und sind von vier A-Kationen und zwei B-Kationen umgeben.
Die großen A-Kationen, die eine Anionenposition der kubisch dichtesten Kugelpackung belegen, sind von 12 Anionen umgeben, die auf den Ecken eines Kuboktaeders liegen, in dessen Zentrum sich das Kation befindet.
Die kleineren B-Kationen in den Oktaederlücken sind von sechs Anionen umgeben, die auf den Ecken eines Oktaeders liegen, in dessen Zentrum sich das B-Kation befindet.
Die BX6-Oktaeder sind über alle sechs Ecken mit benachbarten BX6-Oktaedern zu einem Oktaedergerüst verbunden, in dessen Lücken die A-Kationen eingebettet sind.
Diese ideale Struktur kann auf verschiedene Weise verzerrt und modifiziert werden, was eine große chemischen Variabilität der Verbindungen dieser Struktur ermöglicht.
Weichen die Größen der Ionen von den idealen Verhältnissen, wie sie für eine kubische Symmetrie nötig sind, ab, kann sich die Struktur anpassen, indem die eckenverknüpften Koordinationsoktaeder (B-Kationen) gegeneinander verdreht werden. Je nachdem, in welche Richtungen diese Verdrehung um die drei Achsen des Oktaeders erfolgt, ergeben sich verschiedene, niedrigere Symmetrien.
Verschiedene Kationen können geordnet auf den A- und B-Positionen eingebaut werden, was zu einer Aufspaltung der betroffenen Gitterposition in 2 kristallographisch unterschiedliche Positionen, einer Vergrößerung der Elementarzelle und niedrigerer Symmetrie führt. Als Doppelperowskite bezeichnet man Perowskite mit Kationenordnung auf einer der beiden Gitterpositionen. Findet Kationenordnung auf beiden Positionen statt, spricht man von Quadrupelperowskiten und liegt keine Kationenordnung vor, spricht man von Einfachperowskiten.
Als Antiperowskite bezeichnet man Perowskiete, bei denen die X-Position von Kationen besetzt wird und die A- und B-Positionen von Anionen.
Beim Einbau bestimmter Kationen kann die Struktur durch den Jahn-Teller-Effekt verzerrt werden, was ebenfalls zu einer Erniedrigung der Symmetrie führt.

## Klassifikation
Aus der Perowskit-Supergruppe sind zahllose Verbindungen bekannt, von denen 63 natürlich vorkommen (Stand 2025). Sie enthalten rund 30 verschiedene Kationen unterschiedlichster Ladung:
- 0: ☐ (Leerstelle)
- 1+: Li+, Na+, K+
- 2+: Mg2+, Ca2+, Ba2+, Sr2+, Pb2+, Co2+, Cu2+, Fe2+, Mn2+, Ni2+, Zn2+
- 3+: Al3+, Ga3+, Fe3+, In3+, Ce3+, Co3+, Ni3+, Rh3+
- 4+: Ge4+, Si4+, Sn4+, Ti4+, Zr4+
- 5+: Sb5+, Nb5+
- 6+: W6+, U6+

Die Anionen natürlicher Perowskite sind ein oder zweiwertig:
- 1-: F−, Cl−, (OH)−, As−, Sb−
- 2-: O2−, (SO 4)2−

Intermetallische Verbindungen dieser Gruppe enthalten noch die Elemente C, Fe, Cu, Ni, Au, Pt, Pd, Ir, In, Sn, Ge und Pb.
Die Supergruppe der Perowskite wird in stöchiometrische, nicht stöchiometrische und Perowskite mit Schichtstrukturen unterteilt.

### Stöchiometrische Perowskite
Zu den stöchiometrischen Perowskiten werden alle Perowskite gezählt, deren Gitterpositionen vollständig besetzt sind. Sie enthalten keine Leerstellen und natürlich kommen Minerale aus drei Gruppen vor: Einfachperowskite, Doppelperowskite und Doppel-Antiperowskite, die nach chemischen Kriterien in Untergruppen unterteilt werden.

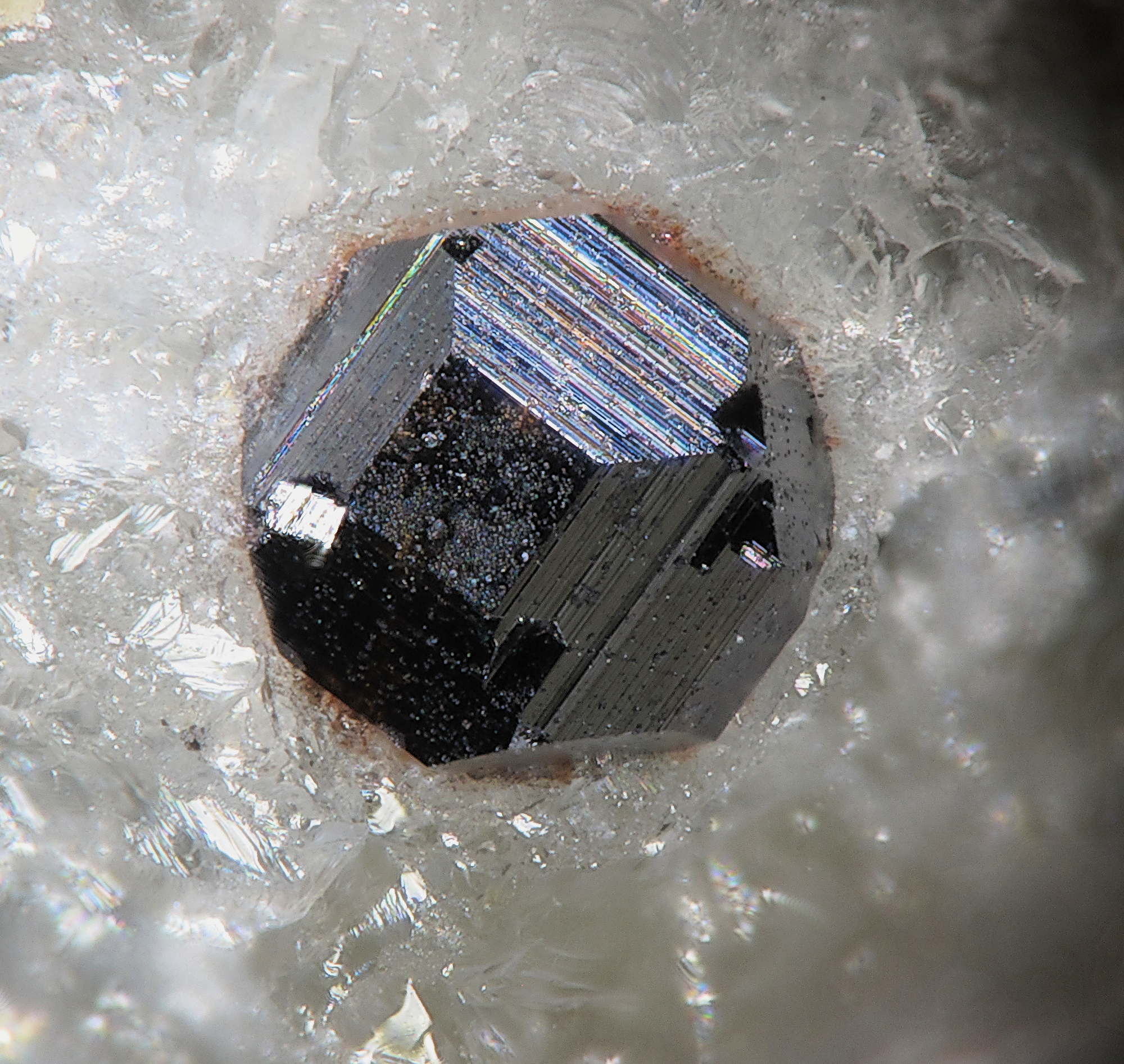
Isolueshit
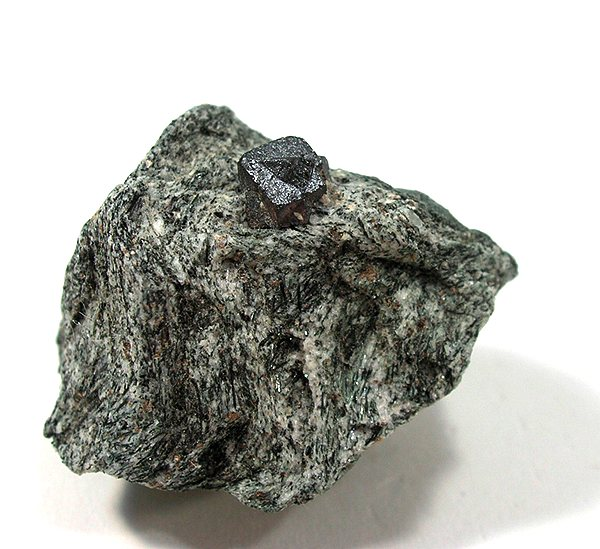
Loparit
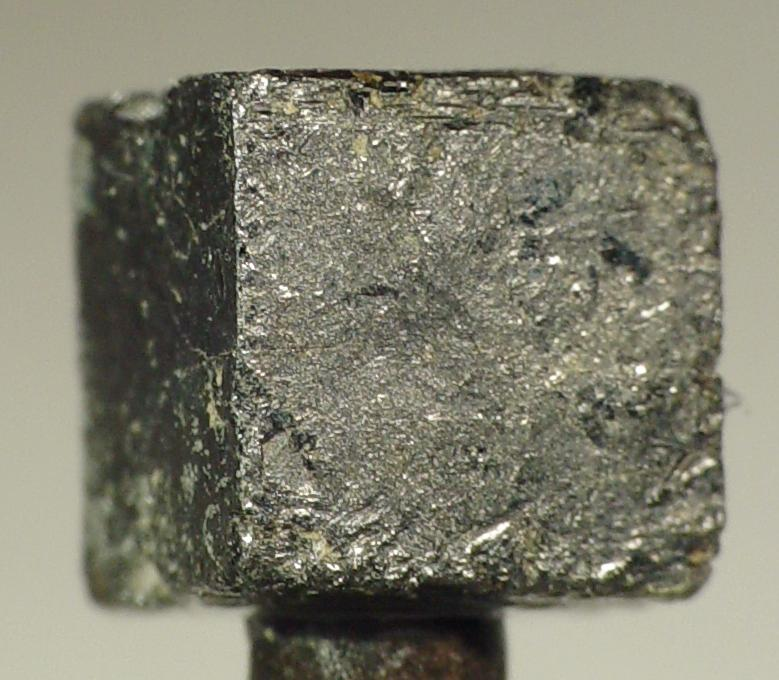
Lusheit
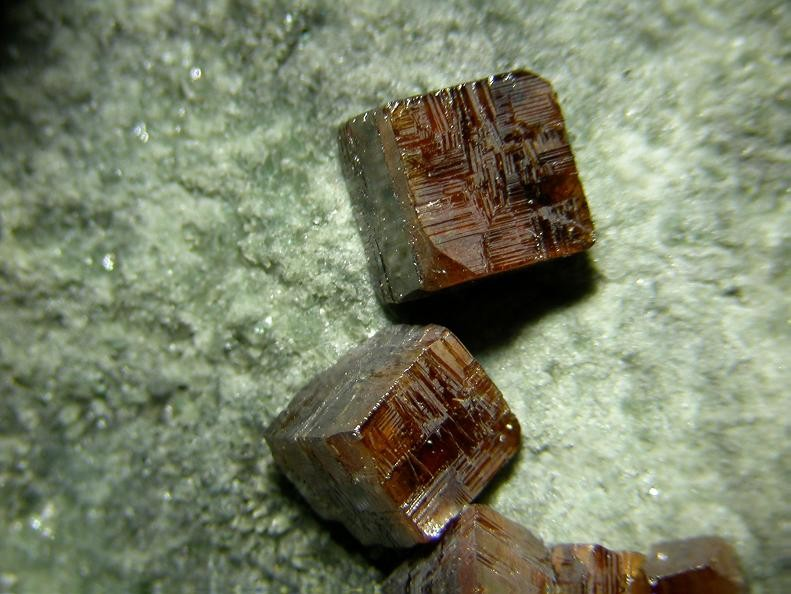
Perowskit
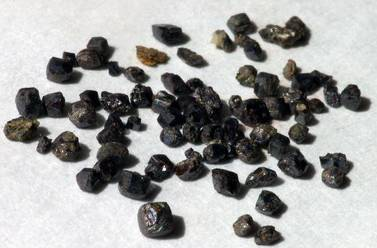
Tausonit
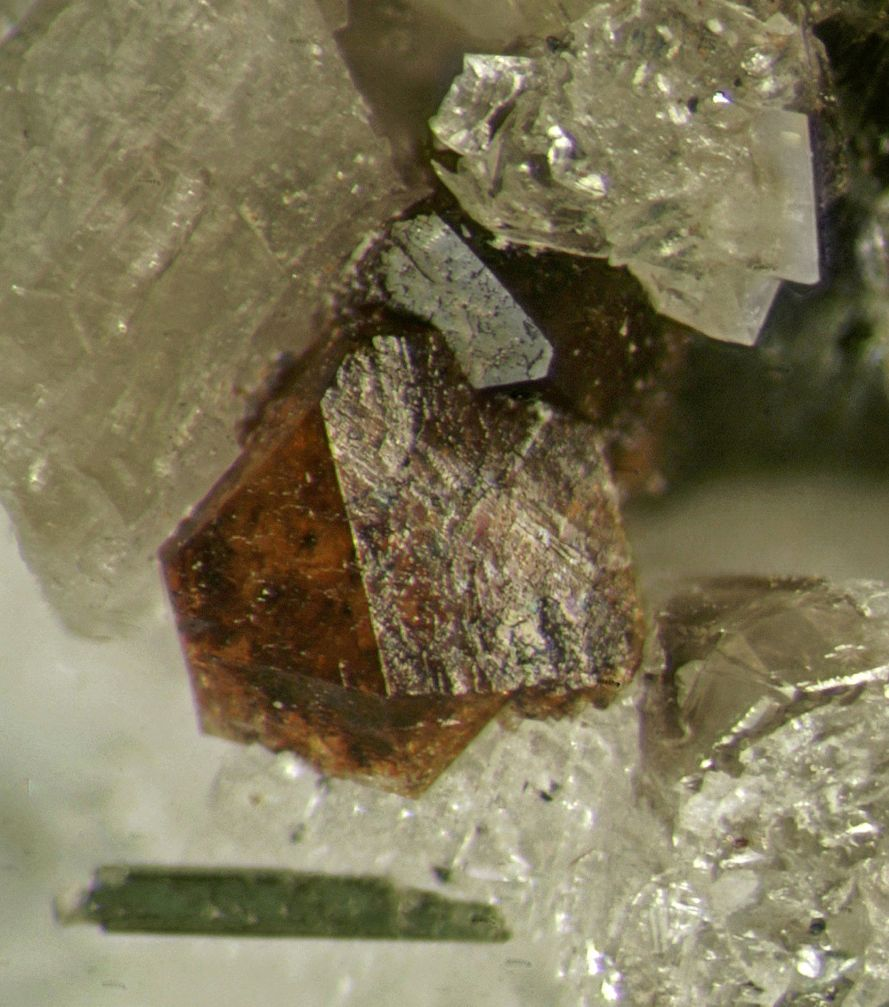
Neighborit
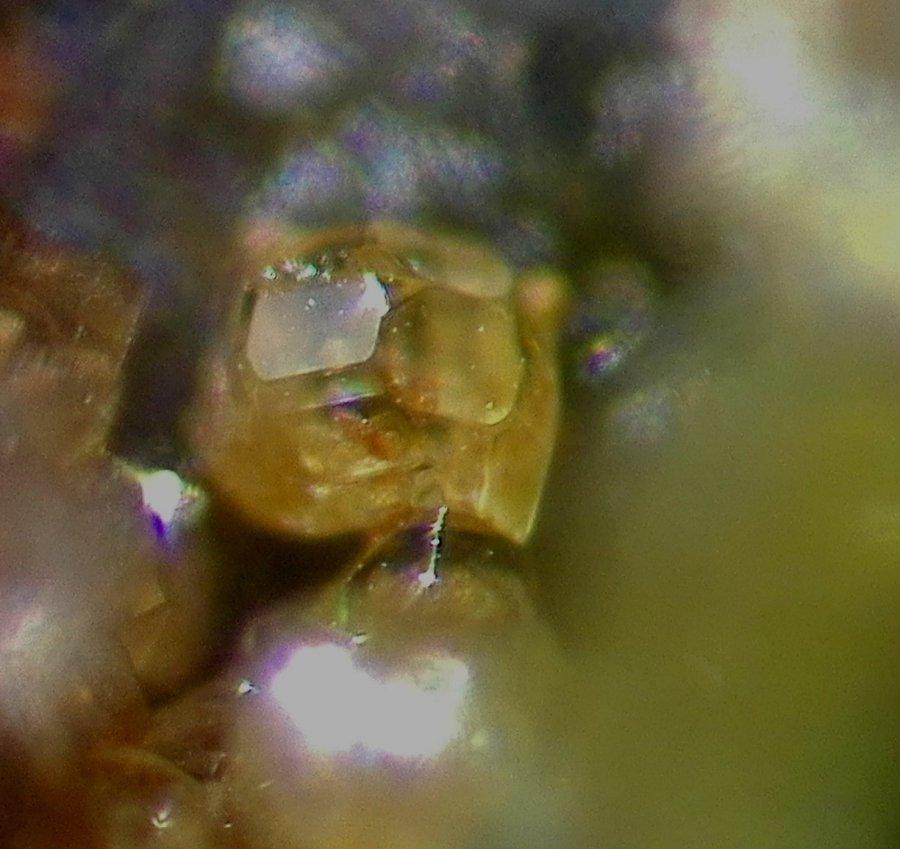
Elpasolith
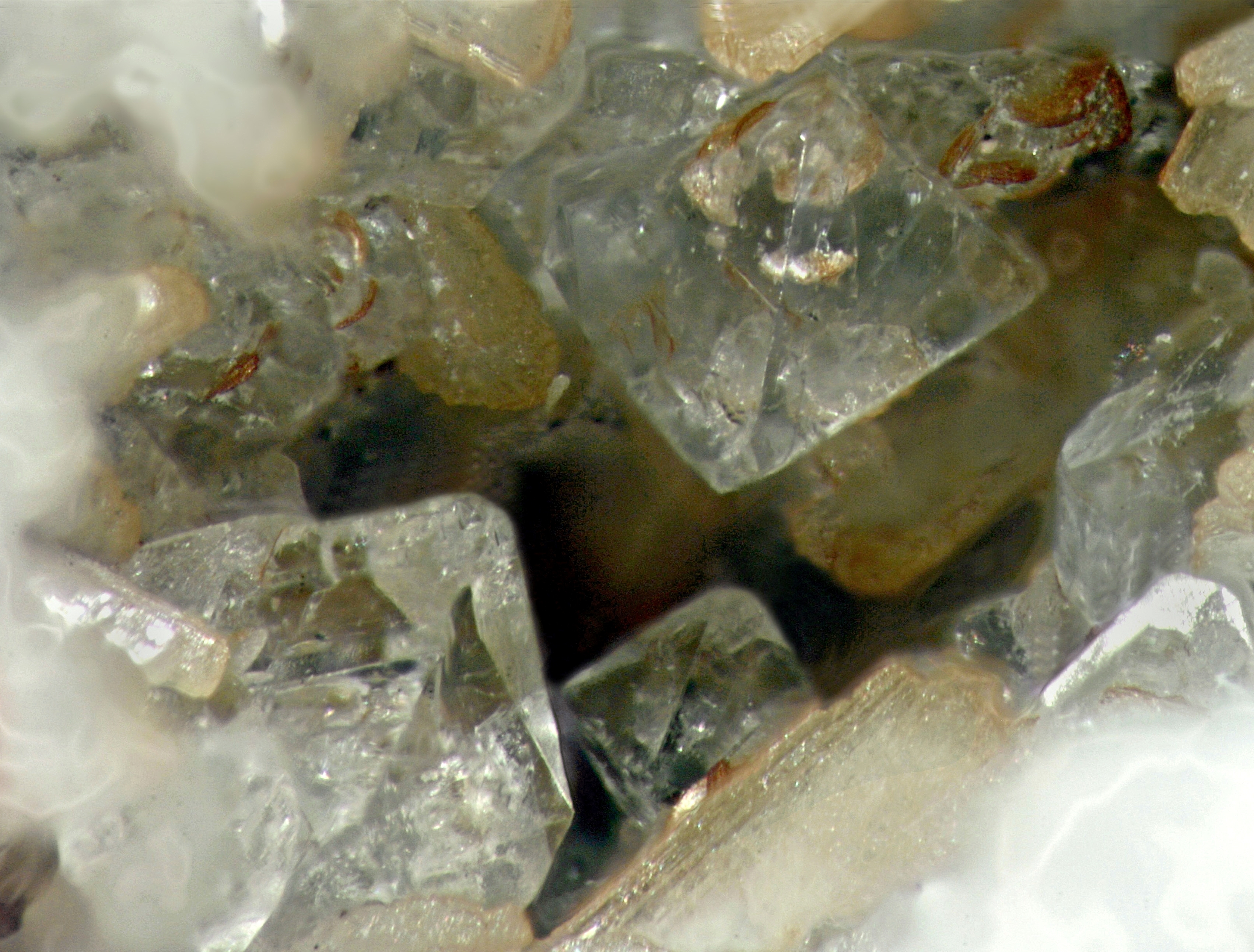
Kryolith
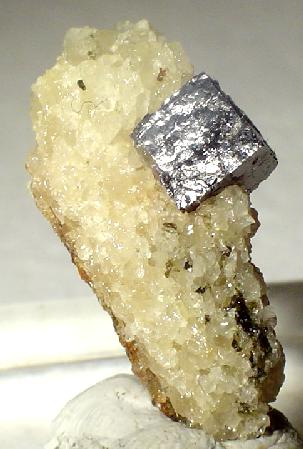
Latrappit
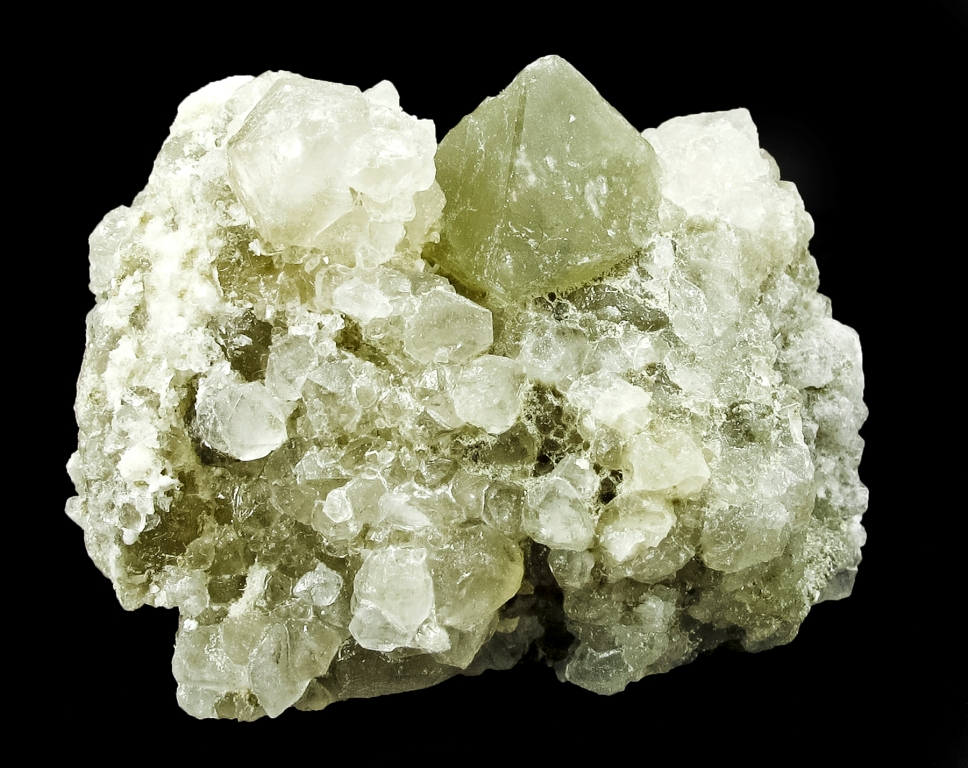
Sulfohalit

| Einfachperowskite ABX3        | Einfachperowskite ABX3        | Einfachperowskite ABX3        | Einfachperowskite ABX3        | Einfachperowskite ABX3        | Anmerkung                                                 |
| Bridgemanit-Untergruppe       | A2+                           | B4+                           | O2−3                          | Raumgruppe                    | Silikate                                                  |
| ----------------------------- | ----------------------------- | ----------------------------- | ----------------------------- | ----------------------------- | --------------------------------------------------------- |
| Bridgmanit                    | Mg2+                          | Si4+                          | O2−3                          | Pbnm (Nr. 62, Stellung 3)     |                                                           |
| Hiroseit                      | Fe2+                          | Si4+                          | O2−3                          | Pnma (Nr. 62)                 |                                                           |
| Davemaoit                     | Ca2+                          | Si4+                          | O2−3                          | Pm3m (Nr. 221)                | [ 3 ]                                                     |
| Perowskit-Untergruppe         | A2+                           | B4+                           | O2−3                          | Raumgruppe                    | Oxide                                                     |
| Perowskit                     | Ca2+                          | Ti4+                          | O2−3                          | Pbnm (Nr. 62, Stellung 3)     |                                                           |
| Barioperowskit                | Ba2+                          | Ti4+                          | O2−3                          | Amm2 (Nr. 38)                 |                                                           |
| Tausonit                      | Sr2+                          | Ti4+                          | O2−3                          | Pm3m (Nr. 221)                |                                                           |
| Macedonit                     | Pb2+                          | Ti4+                          | O2−3                          | P4mm (Nr. 99) (?)             |                                                           |
| Lakargiit                     | Ca2+                          | Zr4+                          | O2−3                          | Pbnm (Nr. 62, Stellung 3)     |                                                           |
| Bariolakargiit                | Ba2+                          | Zr4+                          | O2−3                          | Pm3m (Nr. 221)                | **                                                        |
| Megawit                       | Ca2+                          | Sn4+                          | O2−3                          | Pbnm (Nr. 62, Stellung 3)     |                                                           |
|                               | A+0,5A3+0,5                   | B4+                           | O2−3                          | Raumgruppe                    |                                                           |
| Loparit                       | Na0,5+Ce0,53+                 | Ti4+                          | O2−3                          | Pbnm (Nr. 62, Stellung 3)     |                                                           |
| Heamanit-(Ce)                 | K0,5+Ce0,53+                  | Ti4+                          | O2−3                          | Pm3m (Nr. 221)                | **                                                        |
|                               | A+                            | B5+                           | O2−3                          | Raumgruppe                    |                                                           |
| Isolueshit                    | Na+                           | Nb5+                          | O2−3                          | Pm3m (Nr. 221)                | ungeordnete Verteilung der O-Anionen auf der 12h Position |
| Goldschmidtit                 | K+                            | Nb5+                          | O2−3                          | Pm3m (Nr. 221)                | **                                                        |
| Lueshit                       | Na+                           | Nb5+                          | O2−3                          | Pmmn (Nr. 59)                 |                                                           |
| Neighborit-Untergruppe        | A+                            | B2+                           | F−3                           | Raumgruppe                    | Fluoride                                                  |
| Neighborit                    | Na+                           | Mg2+                          | F−3                           | Pbnm (Nr. 62, Stellung 3)     |                                                           |
| Parascandolait                | K+                            | Mg2+                          | F−3                           | Pm3m (Nr. 221)                |                                                           |
| Chlorocalcit-Untergruppe      | A+                            | B2+                           | Cl−3                          | Raumgruppe                    | Chloride                                                  |
| Chlorocalcit                  | K+                            | Ca2+                          | Cl−3                          | Pbnm (Nr. 62, Stellung 3)     |                                                           |
| Doppelperowskite A2BB'X6      | Doppelperowskite A2BB'X6      | Doppelperowskite A2BB'X6      | Doppelperowskite A2BB'X6      | Doppelperowskite A2BB'X6      | Anmerkung                                                 |
| Elpasolith-Untergruppe        | A+2                           | B+B3+                         | F−6                           | Raumgruppe                    | Fluoride                                                  |
| Elpasolith                    | K+2                           | Na+Al3+                       | F−6                           | Fm3m (Nr. 225)                |                                                           |
| Kryolith                      | Na+2                          | Na+Al3+                       | F−6                           | P21/n (Nr. 14, Stellung 2)    |                                                           |
| Simmonsit                     | Na+2                          | Li+Al3+                       | F−6                           | P21/n (Nr. 14, Stellung 2)    |                                                           |
| Vapnikit-Untergruppe          | A2+2                          | B2+B6+                        | O2−6                          | Raumgruppe                    | Oxide                                                     |
| Vapnikit                      | Ca2+2                         | Ca2+U6+                       | O2−6                          | P21/n (Nr. 14, Stellung 2)    |                                                           |
| Latrappit                     | Ca2+2                         | Fe3+Nb5+                      | O2−6                          | P21/n (Nr. 14, Stellung 2)    |                                                           |
| Doppel-Anitperowskite B2XX'A6 | Doppel-Anitperowskite B2XX'A6 | Doppel-Anitperowskite B2XX'A6 | Doppel-Anitperowskite B2XX'A6 | Doppel-Anitperowskite B2XX'A6 | Anmerkung                                                 |
| Sulfohalit-Untergruppe        | A2-2                          | B-B-                          | X+6                           | Raumgruppe                    |                                                           |
| Sulfohalit                    | (SO4)2-2                      | F-Cl-                         | Na+6                          | Fm3m (Nr. 225)                |                                                           |

### Nicht stöchiometrische Perowskite
Zu den nicht stöchiometrischen Perowskiten werden alle Perowskite gezählt, die teilweise oder vollständig unbesetzte Gitterpositionen haben. Sie enthalten Leerstellen auf einer idealerweise besetzten Position der Perowskitstruktur.

#### Leerstellen auf der 12-fach koordinierten A-Position
Natürlich kommen Minerale aus drei Gruppen vor: Einfachperowskite, Doppelperowskite und Quadrupelperowskite der Skutterudit-Untergruppe.

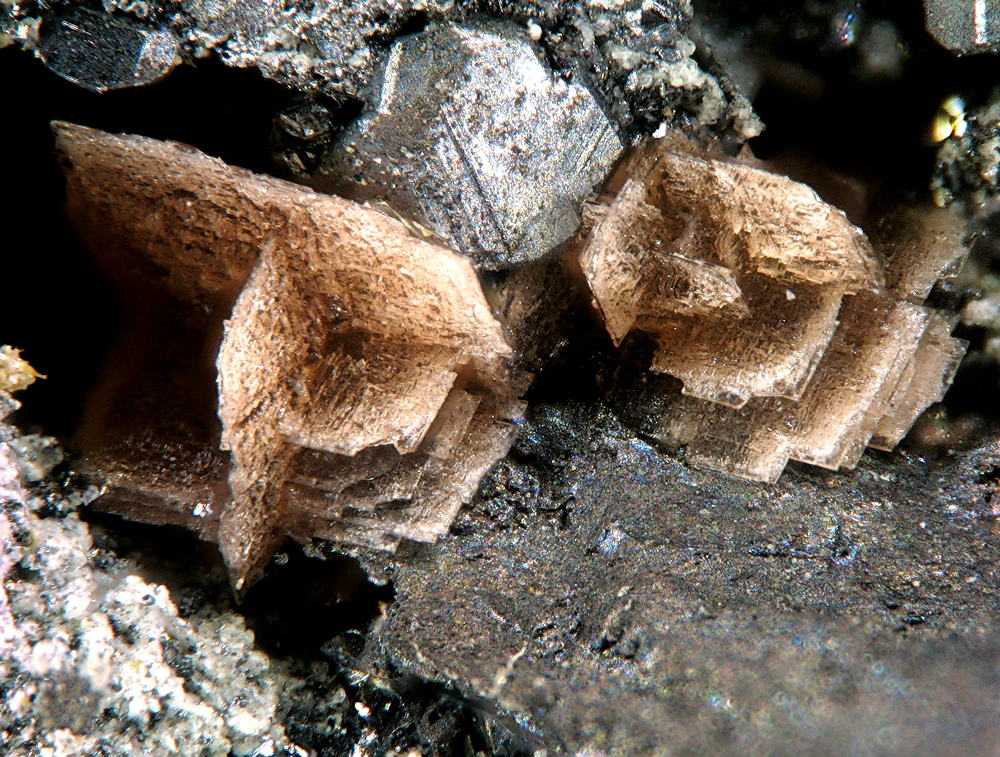
Söhngeit
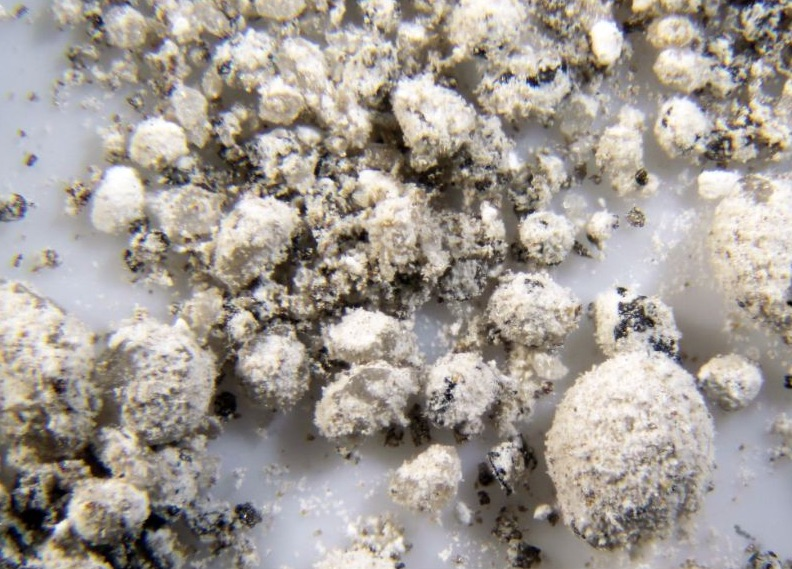
Dzhalindit
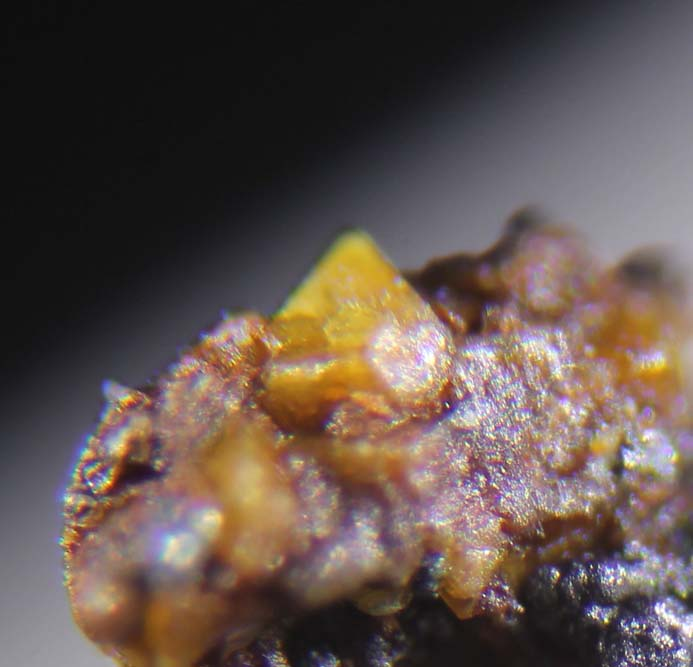
Schoenfliesit
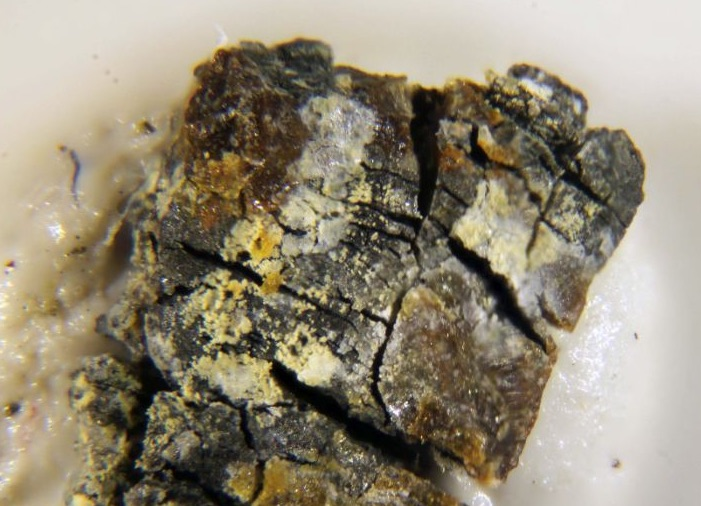
Burtit
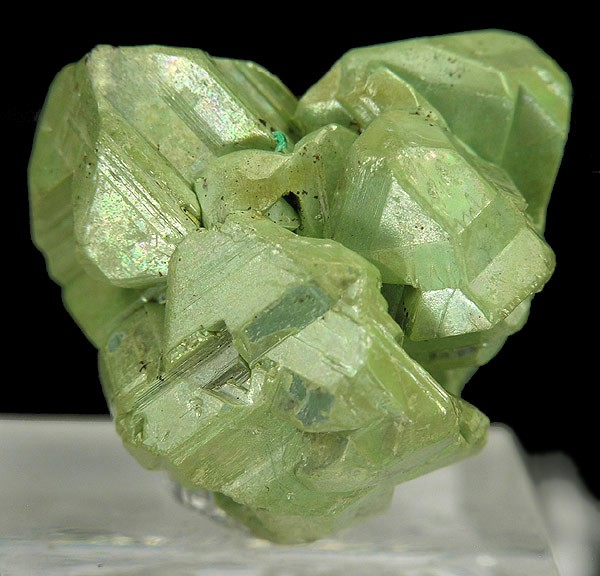
Mushistonit
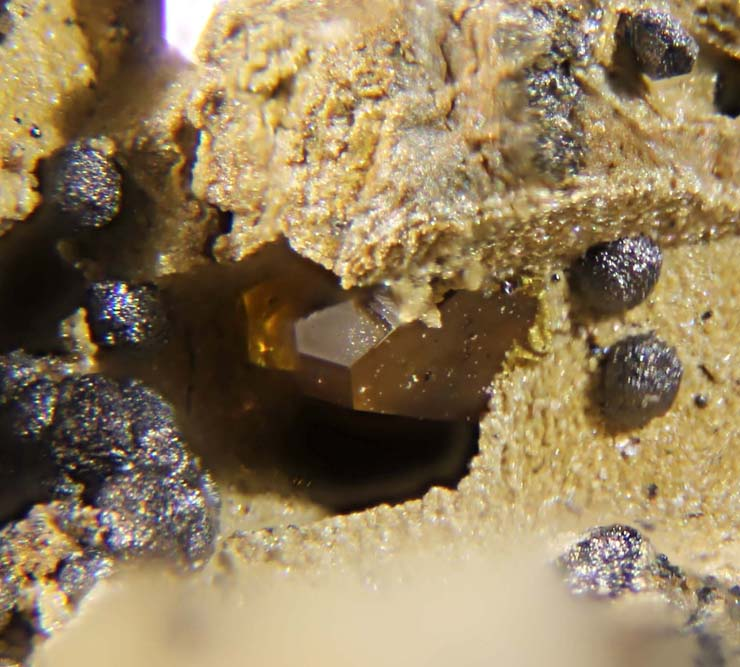
Natanit
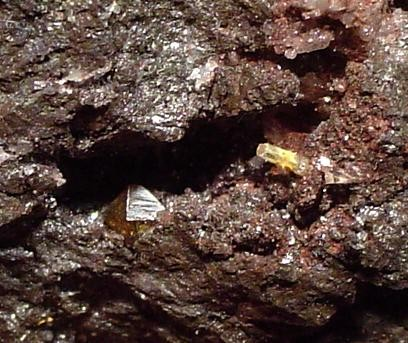
Stottit
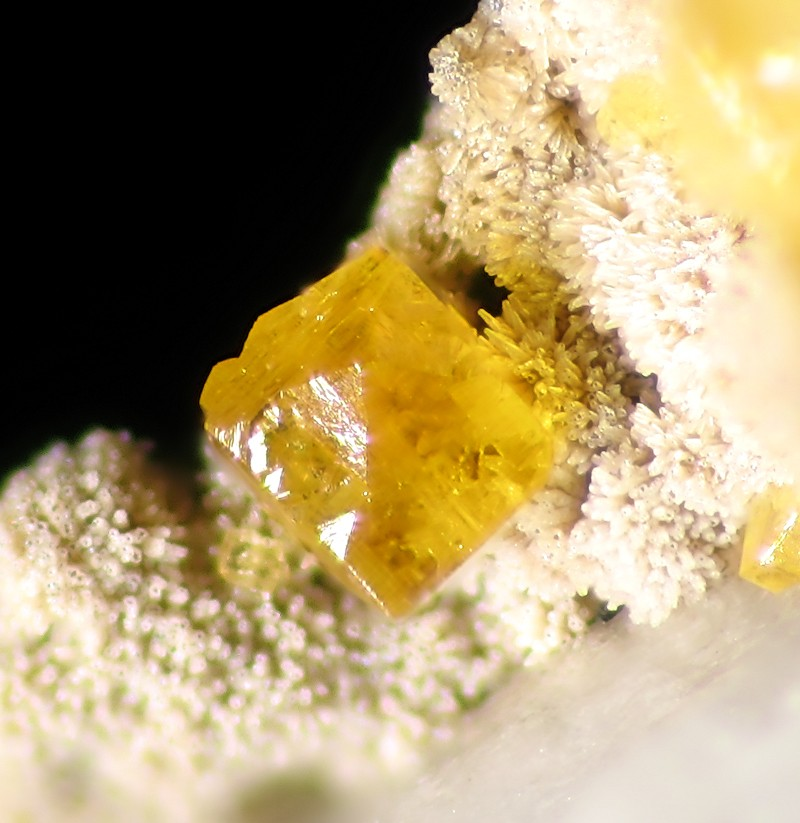
Tetrawickmanit
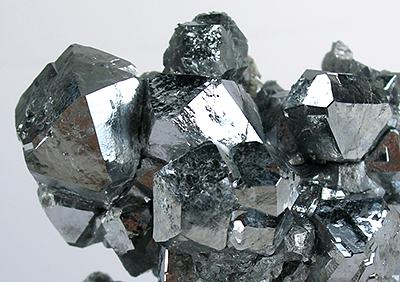
Skutterudit
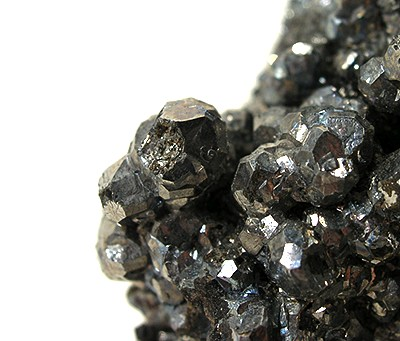
Nickelskutterudit

| Einfachperowskite ☐BX3        | Einfachperowskite ☐BX3        | Einfachperowskite ☐BX3        | Einfachperowskite ☐BX3        | Einfachperowskite ☐BX3        | Anmerkung                                  |
| Söhngeit-Untergruppe          | ☐                             | B3+                           | (OH)−3                        | Raumgruppe                    | Hydroxide                                  |
| ----------------------------- | ----------------------------- | ----------------------------- | ----------------------------- | ----------------------------- | ------------------------------------------ |
| Söhngeit                      | ☐                             | Ga3+                          | (OH)−3                        | P42nmc oder P42/n (Nr. 86)    |                                            |
| Dzhalindit                    | ☐                             | In3+                          | (OH)−3                        | Im3 (Nr. 204)                 |                                            |
| Bernalit                      | ☐                             | Fe3+                          | (OH)−3                        | Pmmn (Nr. 59)                 |                                            |
|                               | ☐                             | B6+                           | O2−3                          | Raumgruppe                    | Oxide                                      |
| Liguowuit                     | ☐                             | W6+                           | O2−3                          | P21/n (Nr. 14, Stellung 2)    | **                                         |
| Doppelperowskite ☐2BB'X3      | Doppelperowskite ☐2BB'X3      | Doppelperowskite ☐2BB'X3      | Doppelperowskite ☐2BB'X3      | Doppelperowskite ☐2BB'X3      | Anmerkung                                  |
| Schoenfliesit-Untergruppe     | ☐2                            | B2+B'4+                       | (OH)−6                        | Raumgruppe                    | Hydroxide                                  |
| Schoenfliesit                 | ☐2                            | Mg2+Sn4+                      | (OH)−6                        | Pn3 (Nr. 201)                 |                                            |
| Burtit                        | ☐2                            | Ca2+Sn4+                      | (OH)−6                        | Pn3 (Nr. 201)                 |                                            |
| Mushistonit                   | ☐2                            | Cu2+Sn4+                      | (OH)−6                        | Pn3 (Nr. 201)                 |                                            |
| Natanit                       | ☐2                            | Fe2+Sn4+                      | (OH)−6                        | Pn3 (Nr. 201)                 |                                            |
| Vismirnovit                   | ☐2                            | Zn2+Sn4+                      | (OH)−6                        | Pn3 (Nr. 201)                 |                                            |
| Wickmanit                     | ☐2                            | Mn2+Sn4+                      | (OH)−6                        | Pn3 (Nr. 201)                 |                                            |
|                               | ☐2                            | B3+B'4+                       | (OH)−5O                       | Raumgruppe                    |                                            |
| Jeanbandyit                   | ☐2                            | Fe3+Sn4+                      | (OH)−5O                       | Pn3 (Nr. 201)                 |                                            |
| Nancyrossit                   | ☐2                            | Fe3+Ge4+                      | (OH)−5O                       | P42/n (Nr. 86)                | **                                         |
| Stottit-Untergruppe           | ☐2                            | B2+B'4+                       | (OH)−6                        | Raumgruppe                    | Hydroxide                                  |
| Stottit                       | ☐2                            | Fe2+Ge4+                      | (OH)−6                        | P42/n (Nr. 86)                |                                            |
| Zincostottit                  | ☐2                            | Zn2+Ge4+                      | (OH)−6                        | P42/n (Nr. 86)                |                                            |
| Tetrawickmanit                | ☐2                            | Mn2+Sn4+                      | (OH)−6                        | P42/n (Nr. 86)                |                                            |
|                               | ☐2                            | B+B'5+                        | (OH)−6                        | Raumgruppe                    |                                            |
| Mopungit                      | ☐2                            | Na+Sb5+                       | (OH)−6                        | P42/n (Nr. 86)                |                                            |
| Quadrupelperowskite AA'3B3X12 | Quadrupelperowskite AA'3B3X12 | Quadrupelperowskite AA'3B3X12 | Quadrupelperowskite AA'3B3X12 | Quadrupelperowskite AA'3B3X12 | Anmerkung                                  |
| Skutterudit-Untergruppe       | ☐☐3                           | B3+4                          | [X4]4−3                       | Raumgruppe                    | Arsenide, Antimonide                       |
| Skutterudit                   | ☐☐3                           | Co3+4                         | As−12                         | Im3 (Nr. 204)                 | Formel wird meist kurz als CoAs3 angegeben |
| Kieftit                       | ☐☐3                           | Co3+4                         | Sb−12                         | Im3 (Nr. 204)                 | Formel wird meist kurz als CoSb3 angegeben |
| Nickelskutterudit             | ☐☐3                           | Ni3+4                         | As−12                         | Im3 (Nr. 204)                 | Formel wird meist kurz als NiAs3 angegeben |
| Ferroskutterudit              | ☐☐3                           | Fe3+4                         | As−12                         | Im3 (Nr. 204)                 | Formel wird meist kurz als FeAs3 angegeben |

#### Leerstellen auf der 6fach koordinierten B-Position
Natürlich kommen Minerale aus drei Gruppen vor: Einfachperowskite, Einfache Antiperowskite (intermetallische Verbindungen) und Doppelperowskite.

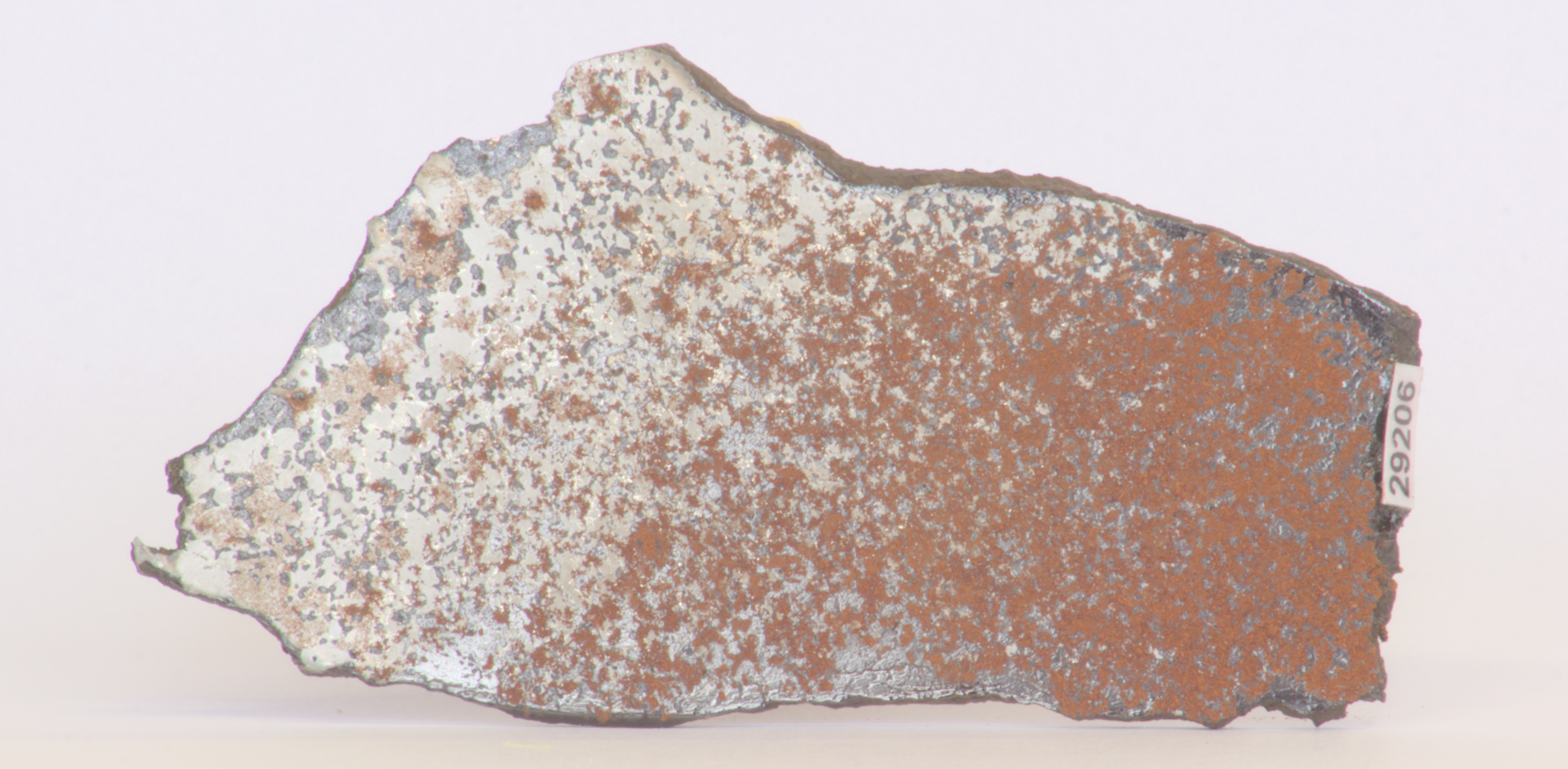
Cohenit
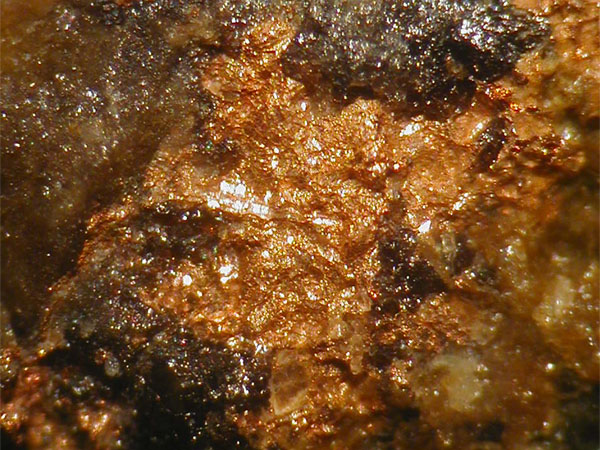
Auricuprid
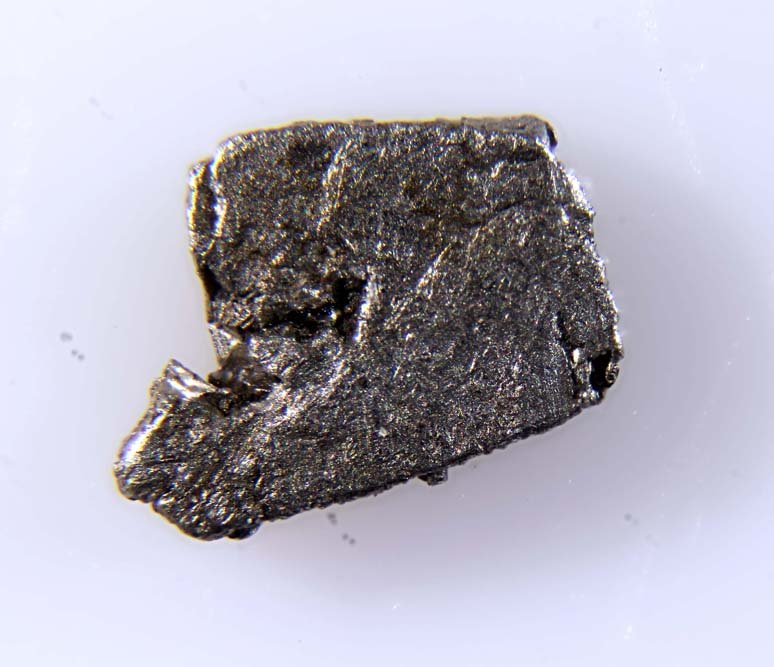
Atokit
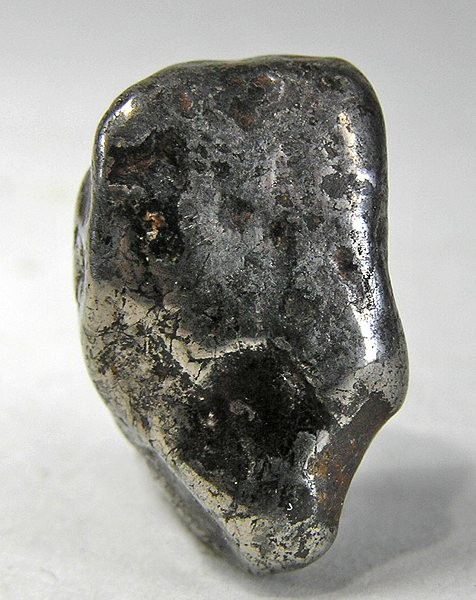
Awaruit
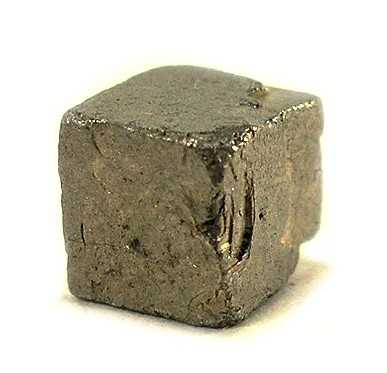
Isoferroplatin
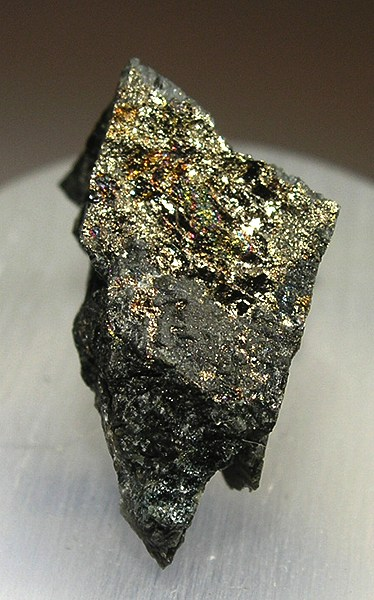
Rustenburgit
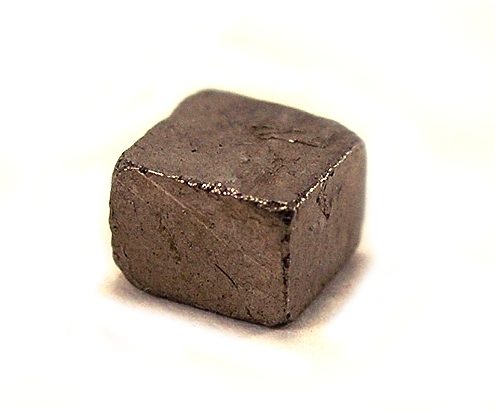
Zvyagintsevit
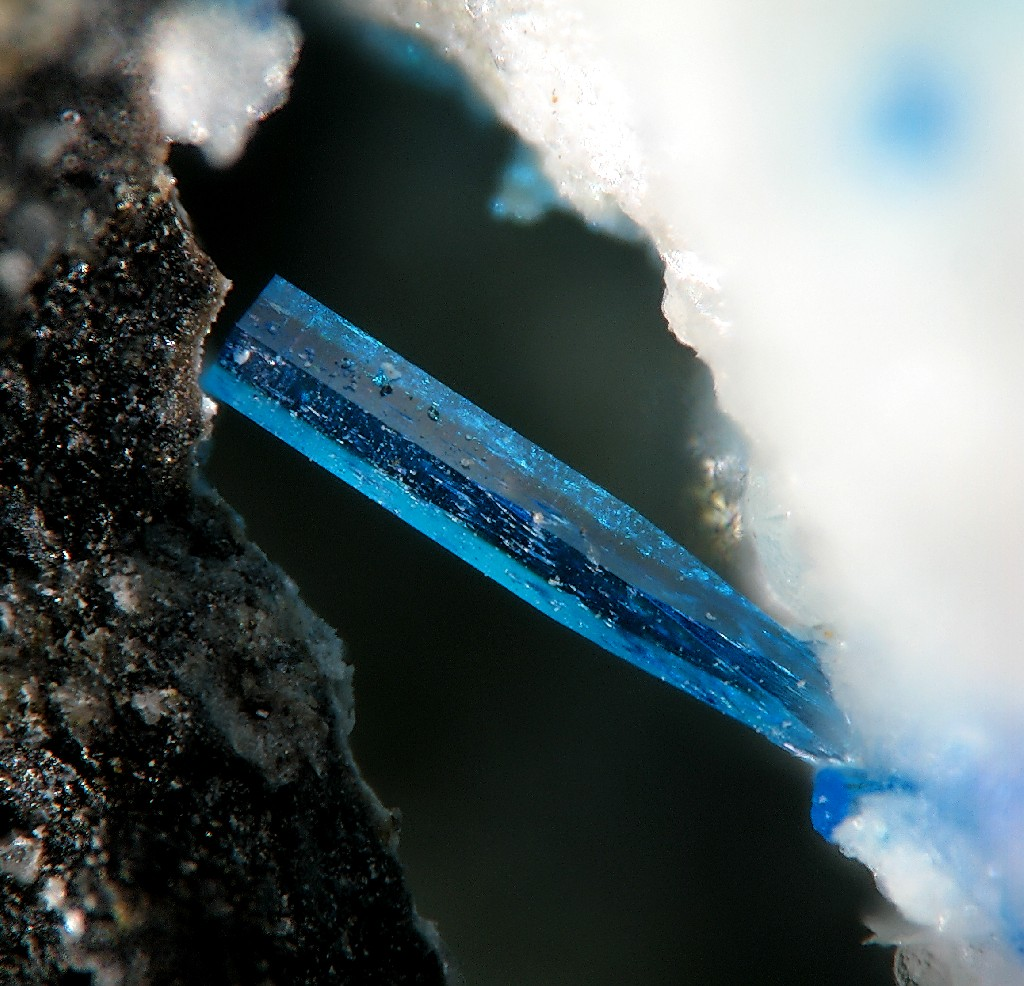
Diaboleit

| Einfachperowskite A☐X3      | Einfachperowskite A☐X3      | Einfachperowskite A☐X3      | Einfachperowskite A☐X3      | Einfachperowskite A☐X3      | Anmerkung                     |
| Oskarssonit-Untergruppe     | A                           | ☐                           | F−3                         | Raumgruppe                  | Fluoride                      |
| --------------------------- | --------------------------- | --------------------------- | --------------------------- | --------------------------- | ----------------------------- |
| Oskarssonit                 | Al3+                        | ☐                           | F−3                         | R3c (Nr. 167)               |                               |
| Einfach Antiperowskite A☐X3 | Einfach Antiperowskite A☐X3 | Einfach Antiperowskite A☐X3 | Einfach Antiperowskite A☐X3 | Einfach Antiperowskite A☐X3 | Anmerkung                     |
| Cohenit-Untergruppe         | C                           | ☐                           | X3                          | Raumgruppe                  | Carbide                       |
| Cohenit                     | C                           | ☐                           | Fe3                         | Pm (Nr. 6)                  |                               |
| Auricuprid-Untergruppe      | A                           | ☐                           | X3                          | Raumgruppe                  | intermetallische Verbindungen |
| Auricuprid                  | Au                          | ☐                           | Cu3                         | Pm3m (Nr. 221)              |                               |
| Tomamaeit                   | Pt                          | ☐                           | Cu3                         | Pm3m (Nr. 221)              | **                            |
| Atokit                      | Sn                          | ☐                           | Pd3                         | Fm3m (Nr. 225)              |                               |
| Awaruit                     | Fe                          | ☐                           | Ni3                         | Pm3m (Nr. 221)              |                               |
| Olgafrankit                 | Ge                          | ☐                           | Ni3                         | Pm3m (Nr. 221)              | **                            |
| Sidorovit                   | Pt                          | ☐                           | Fe3                         | Pm3m (Nr. 221)              | **                            |
| Chengdeit                   | Fe                          | ☐                           | Ir3                         | Pm3m (Nr. 221)              |                               |
| Isoferroplatin              | Fe                          | ☐                           | Pt3                         | Pm3m (Nr. 221)              |                               |
| Rustenburgit                | Sn                          | ☐                           | Pt3                         | Fm3m (Nr. 225)              |                               |
| Yixunit                     | In                          | ☐                           | Pt3                         | Pm3m (Nr. 221)              |                               |
| Zvyagintsevit               | Pb                          | ☐                           | Pd3                         | Pm3m (Nr. 221)              |                               |
| Doppelperowskite A2B☐X6     | Doppelperowskite A2B☐X6     | Doppelperowskite A2B☐X6     | Doppelperowskite A2B☐X6     | Doppelperowskite A2B☐X6     | Anmerkung                     |
| Diaboleit-Untergruppe       | A2+2                        | B2+☐                        | X-4X'-2                     | Raumgruppe                  | Hydroxide                     |
| Diaboleit                   | Pb2+2                       | Cu2+☐                       | (OH)−4Cl−2                  | P4mm (Nr. 99)               |                               |

#### Leerstellen auf der Anionen-Position
Durch die Leerstellen auf den Anionenpositionen reduziert sich die Koordination der betroffenen B-Kationen von 6 (oktaedrisch) auf 4 (tetraedrisch). Die Anionendefekte können statistisch verteilt sein oder geordnet in Ketten parallel der [101]-Achsen. Der Ladungsausgleich erfolgt durch den Einbau geringer geladener Kationen auf den Oktaeder- und Tetraederpositionen, z. B. Fe3+ statt Ti4+.
Von den Anionendefekt-Perowskiten sind natürlich nur Minerale der Brownmillerit-Untergruppe bekannt. Sie bilden polysomatische Reihen mit Perowskit, z. B.:
- Srebrodolskit + Perowskit -> Sharyginit + Perowskit -> Nataliakulikit.... -> Perowskit

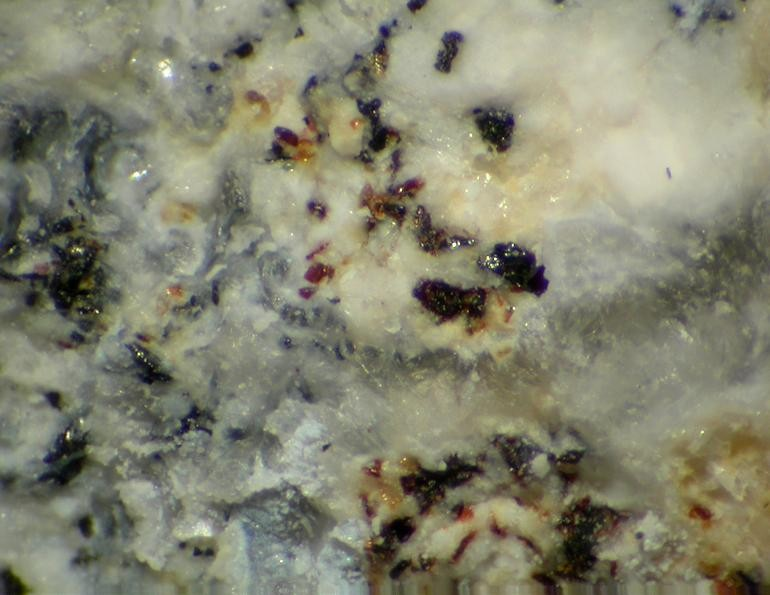
Brownmillerit (braun)
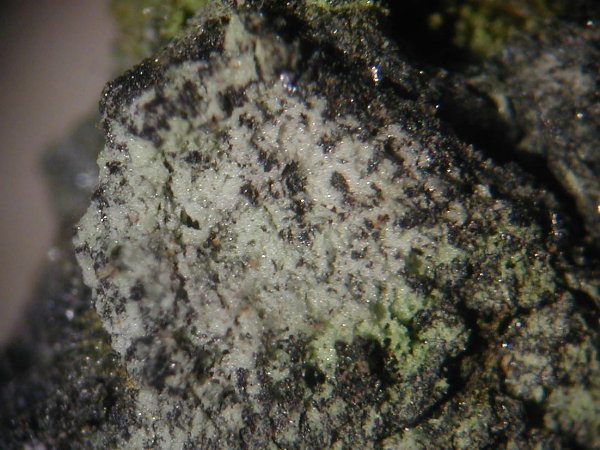
Srebrodolskit (schwarz)

| Anionendefekt-Perowskite A2BTX5☐ | Anionendefekt-Perowskite A2BTX5☐ | Anionendefekt-Perowskite A2BTX5☐ | Anionendefekt-Perowskite A2BTX5☐ | Anionendefekt-Perowskite A2BTX5☐ | Anmerkung                  |
| Brownmillerit-Untergruppe        | A2+2                             | B3+T3+                           | O2−5☐                            | Raumgruppe                       | Silikate                   |
| -------------------------------- | -------------------------------- | -------------------------------- | -------------------------------- | -------------------------------- | -------------------------- |
| Brownmillerit                    | Ca2+2                            | Fe3+Al3+                         | O2−5☐                            | Ibm2 (Nr. 46, Stellung 2)        |                            |
| Srebrodolskit                    | Ca2+2                            | Fe3+Fe3+                         | O2−5☐                            | Pcmn (Nr. 62, Stellung 4)        |                            |
|                                  | Ca2+2                            | Fe2+Si4+                         | O2−5☐                            |                                  | hypothetisches Endglied    |
| Shulamitit                       | Ca2+3                            | (Ti4+Fe3+)Al3+                   | O2−8☐                            | Pmma (Nr. 51)                    |                            |
| Sharyginit                       | Ca2+3                            | (Ti4+Fe3+)Fe3+                   | O2−8☐                            | Pmc21 (Nr. 26)                   | **                         |
|                                  | Ca2+3                            | (Ti4+Fe2+)Si4+                   | O2−8☐                            |                                  | hypothetisches Endglied    |
| Nataliakulikit                   | Ca2+4                            | (Ti4+2Fe3+)Fe3+                  | O2−11☐                           | Pnma (Nr. 62)                    | **                         |
|                                  | Ca2+4                            | (Ti4+2Fe3+)Al3+                  | O2−11☐                           |                                  | hypothetisches Endglied ** |
|                                  | Ca2+4                            | (Ti4+2Fe2+)Si4+                  | O2−11☐                           |                                  | hypothetisches Endglied ** |